# ナゾラーランド
ナゾラーランドは、1987年から1988年にかけてサン電子が発売したファミリーコンピュータ ディスクシステム用のディスクマガジン。
正式名称は『謎のマガジンディスク ナゾラーランド』で、世界文化社・パズラー編集部との共同製作で第3号まで発売された。
毎号、ミニゲーム（主にパズル・アドベンチャー・クイズ）が複数収録されている他、雑誌らしくおたよりコーナーなども設けられていた。イメージキャラクターは漫画家のなんきんが担当した。

## 創刊号

### ゲーム内容
以下の8タイトルが収録されている。
回転迷路ドアマン
- T字型の回転ドアで各所を仕切られた迷路を、ドアを上手く開閉しながら進み、5階のゴールを目指す。

ナゾラー占い
- 隠された4つの黄道十二星座のアイコンを、マスターマインドの要領で当てて行く。正解すると、それまでにかかった時間と回数に応じて、その日の運勢が発表される。

スーパージグソー
- 11×14ピースのジグソーパズルを、任意の2つのピースの入れ替えを駆使しつつ組み立てる。制限時間は60分。ピースは全て正方形であるため、絵柄のみが頼り。

MOMOKO姫を救え!
- アドベンチャーゲーム。主人公である王子ケイン（ゲーム中では「ユウシ　ケイン」）が暗黒の迷宮魔城を探索し、悪魔の妖術師デーモンにさらわれたモモコ姫を救い出す。選択肢を一つ誤るとゲームオーバーのうえ、コンティニューも無い。
- かつてパズラーに掲載された「セシル姫を救え」が元になっており、第2号のナゾラーBOX（後述）においてそのことが明かされた。

日本一周ウルトラクイズ
- クイズに答え交通費を稼ぎながら日本全国を旅する。各地にあるアイテムやヒントを集め、7個の「ナゾラーボール」を手に入れて東京へ持ち帰ることが最終目的。エンディングでボタンを連打すると、欲しい物が手に入るかも。

ファミコン適性検査　速撃（はやうち）マっくん
- 10秒間の連打回数を競う。画面上ではガンマン同士の撃ち合いが表示される。二人対戦用・対コンピュータ用の2種類のモードを選択できる。

押し出しパズル
- 戦車を模したキャラクターを移動し、砲弾を撃ち出すことによって画面上のピースを移動、絵を完成させる。3種類の難易度が用意されている。

3-D MAZE
- 立体迷路。マッピング用の方眼紙が説明書に付属している。ゴール地点にはバニーガールがおり、キャンペーン応募用のパスワードを教えてくれる。攻略には、別の場所で手に入る物が役立つかも知れない。

### スタッフ
- プログラマー：竹内昭人、やまさきよしき、寺尾昌洋、諸田直久
- グラフィック・デザイナー：山本英夫、長田康之、いわたともひと
- 音楽：小高直樹
- サウンド・エフェクター：竹内昭人、やまさきよしき
- 広報：北角浩一
- パズル：菫工房
- イラスト：たばたてつや、なんきん
- パズラー編集部：よこやまひろし、うめざわかずのり
- クイズ：うめざわかずのり
- エディター：なとりみのる
- マネージャー：吉田喜春

### 評価
- ゲーム誌『ファミリーコンピュータMagazine』の読者投票による「ゲーム通信簿」での評価は以下の通りとなっており、16.18点（満25点）となっている[2]。また、同雑誌1991年5月24日号特別付録の「ファミコンディスクカード オールカタログ」では「（書換料の）500円でこの内容なら決して損はしない、書き換えだからこそお得なソフト」と紹介されている[2]。

| 項目 | キャラクタ | 音楽 | 操作性 | 熱中度 | お買得度 | オリジナリティ | 総合  |
| 得点 | 3.08       | 2.93 | 3.12   | 3.21   | -        | 3.84           | 16.18 |

- ゲーム誌『ユーゲー』では、「お金をためて電車を乗り継ぐ『日本一周クイズ』はファンの心をわしづかみにした」と評している[3]。

## 第2号

### ゲーム内容
ゲームが5種類に減り、おたよりコーナー「ナゾラーBOX」が新設された。また選択画面ではディスクシステムを模した演出がなされている。
パタリック（ジャンル：パズルI）
- 8×8のマスに、表裏を赤と白に塗り分けられたパネルが敷き詰められており、Aボタンを押すと自キャラクターのいるマスの縦横1列ずつのパネルすべてを裏返すことができる。64枚すべてのパネルを白にできればステージクリアだが、赤いパネルの多い状態では自キャラクターが天使から悪魔に変身し、操作に時間がかかるようになる。全25ステージ、制限時間は1ステージあたり20分。

世界一周ナゾラークイズ（ジャンル：クイズ）
- 前作と同様にクイズをしながら交通費を稼ぎ、世界各地を旅行する。7つのナゾラーボールを東京に持ち帰るという目的は前作と同じだが、アドベンチャーゲームとしての要素がなくなり、ボールは世界の各都市にランダムで配置されるようになった。また、最大で4人まで同時に遊べる。

わらしべ（ジャンル：シミュレーション）
- テレホンカードと鉛筆のみを所持した状態からスタート。個性的な8人のキャラクターを相手に、わらしべ長者のように物々交換を繰り返し、お城の入手を目指す。

爆風トモちゃん（ジャンル：パズルII）
- 女子高生のトモちゃんが、持っている爆弾を使って床に穴を開け、最下層を目指す。爆風に巻き込まれるか、各所に配置されたネズミに触れるか、セレクトボタンを押して自滅を選ぶとミス。4ステージまで存在する。

ナゾラー少年探偵団・黄金屋敷の謎編（ジャンル：アドベンチャー）
- プレイヤーは少年探偵団のリーダー・ハカセとして、個性的な3人のメンバー（力持ちで食いしんぼうのダンプ、身軽で器用なサーカス、音楽が得意で観察力も高いアイドル）に的確な指示を出し、屋敷の主がどこかに隠したという遺書を探し出す。不適切な行動を指示すると「し」「ん」「ら」「い」の文字が1つずつ減っていき、全部なくなるとゲームオーバー。また、バッドエンドも存在する。

ナゾラーBOX（ジャンル：ナゾラーBOX）
- 前作のプレイヤーから届いた手紙や葉書をラジオ番組のように紹介する「おたよりコーナー」（パーソナリティはナゾラー少年探偵団のメンバーの一人・アイドル）、次号の企画「ミス・ナゾラーコンテスト」の告知をする「ぼしゅうコーナー」、その応募用にドット絵が描けるツール「CHRエディター」、制作者からのメッセージを紹介する「へんしゅうぶから」の4つのコーナーから成る。

### スタッフ
- プロデューサー：竹内昭人
- プログラマー：寺尾昌洋、やまさきよしき、なかがわひろし、なかにしひろよし
- グラフィック・デザイナー：山本英夫、石川巧、ふくおかさちこ
- 音楽：小高直樹
- サウンド・エフェクター：ふじいひろかつ
- デザイナー：奥村一晃
- パズル：菫工房
- イラスト：なんきん、ごとうみほこ
- 世界文化社：なとりみのる、よこやまひろし、うめざわかずのり
- マーケティング：北角浩一
- アシスタント：たきなおみ

### 評価
- ゲーム誌『ファミコン通信』の「クロスレビュー」では合計30点（満40点）でシルバー殿堂入りを獲得している[4]。

- ゲーム誌『ファミリーコンピュータMagazine』の読者投票による「ゲーム通信簿」での評価は以下の通りとなっており、16.64点（満25点）となっている[2]。また、同雑誌1991年5月24日号特別付録の「ファミコンディスクカード オールカタログ」では「第1号では、数の多さの割りに、中途半端なゲームが目立ったのに比べて、かなり内容の充実がなされている」と紹介されている[2]。

| 項目 | キャラクタ | 音楽 | 操作性 | 熱中度 | お買得度 | オリジナリティ | 総合  |
| 得点 | 3.31       | 3.10 | 3.34   | 3.36   | -        | 3.53           | 16.64 |

- ゲーム誌『ユーゲー』では、「物々交換をしていく『わらしべ』は、単純ながらどっぷりハマってしまう面白さがあった」と評している[3]。

## 第3号

### ゲーム内容
実質的な最終号。ゲームの種類はかなり絞られる。
スゴロクイズ
- クイズに正解するとサイコロを振ることができるすごろくゲーム。サーキットを模した盤面の上で、レーシングカーを模した駒を動かす。最大4人までプレイ可能。

爆走トモちゃん
- トモちゃんシリーズ第2弾。ブロックだらけの通路を走り抜け、右端にある扉までたどり着ければステージクリア。全4ステージ。各所にある「↑」マークのついた床は、ステージごとに3回までしかその上を通過できない。

ナゾラー少年探偵団
- 一人で密室に閉じ込められたハカセが、室内の道具を駆使して脱出を試みるアドベンチャーゲーム。説明書には、閉じ込められるまでの経緯がマンガ形式で描かれている。

ビンゴゲーム
- ビンゴ用カードの発行と番号の抽選をする機能。ゲーム性は皆無。

ナゾラーBOX おたよりコーナー
- 前号に引き続きおたよりコーナー。ゲストとして、「デッドゾーン」の主人公・カークが登場する。

ナゾラーBOX ミス・ナゾラーコンテスト
- 前号で募集したドット絵の発表。司会進行は、「リップルアイランド」のキャルと「デッドゾーン」のキャリー。
- このとき大賞に選ばれたのは、後に任天堂に入社し、どうぶつの森シリーズやスプラトゥーンシリーズを手掛ける野上恒(当時高校生)の作品である。

### 評価
- ゲーム誌『ファミコン通信』の「クロスレビュー」では合計25点（満40点）となっている。

- ゲーム誌『ファミリーコンピュータMagazine』の読者投票による「ゲーム通信簿」での評価は以下の通りとなっており、15.20点（満25点）となっている[6]。また、同雑誌1991年5月24日号特別付録の「ファミコンディスクカード オールカタログ」では、「各ゲームの路線もはっきりとうちだされてきており、より一層好みのわかれるところとなっている」と紹介されている[6]。

| 項目 | キャラクタ | 音楽 | 操作性 | 熱中度 | お買得度 | オリジナリティ | 総合  |
| 得点 | 3.20       | 2.90 | 3.00   | 2.90   | -        | 3.20           | 15.20 |

- ゲーム誌『ユーゲー』では、「この中ではやはり『少年探偵団』。たったひとつの部屋を舞台に、さまざまなアイテムを工夫して脱出するという密室AVGにはうならされた」と評している[3]。

## 関連作品
- ナゾラーランドスペシャル!!「クイズ王を探せ」
- なんきんのアドベンチア